# Margalefia intermedia
Margalefia intermedia är en nässeldjursart som beskrevs av Pagès, Bouillon och Gili 1991. Margalefia intermedia ingår i släktet Margalefia och familjen Tiarannidae. Inga underarter finns listade i Catalogue of Life.